# Поліна Лавчієва
Поліна Лавчієва, відома під псевдонімом Lady Pol The Beloved — болгарська письменниця в галузі епічної фантастики та чарівних казок.

## Життєпис
Народилася 2 вересня 1980 року в Русе. У рідному місті закінчив середню школу європейських мов «Св. Костянтин-Кирило Філософ». Закінчила Русенський університет «Ангел Канчев» за спеціальністю «Правознавство». У 2017 році отримує педагогічну кваліфікацію.
Живе в Русе. Одружена, має одну дитину. Працює юристкою.
Дебютувала у 2012 році фантастичною повістю «Відродження» в журналі «Дракус», номер 2/2012. У 2013 році видає «Фентъзи Приказки» — двомовну збірку із семи казок болгарською та англійською мовами, видавництво «Гаяна», Русе.
У 2014 році заснувала громадське об'єднання Клуб «Мечтание» і стала його президенткою. Одна із засновниць жіночого письменницького клубу «Фортуна».
01.09.2015р вийшла з друку друга збірка творів «Моє інше обличчя… і більше» (лише англійською). Відразу після виходу книга була представлена в європейському турі автора разом із русенським симфо-прогресив-блек-метал гуртом Клеймор. Тур називався «Між двома світами» і проходив через 6 країн Європи з 13 унікальними шоу.
2015 року авторка стала одним з облич Русе.

## Нагороди
- ІІ премія з оповіданням «Кітка силивряк» у конкурсі «Натхнення з Родоп» Бальнеокомплексу «Медика Наріччя» (2018)

### Самостійні роботи
- «Фантастичні казки» (2012)
- «Моє інше обличчя… і багато іншого» (2015)

### Публікації в періодичних виданнях
- «Чудовий» (2012) — журнал «Дракус» № 2/2012
- «Спадщина» (2013) — антологія «Мечі в місті».
- «Морська зірка» (2014) — антологія «Мечі в морі».
- «Рапсодія темряви і світла» (2017) — антологія «Мечі в часі» — співавторство з Валентином Поповим — Вотан
- випуск 2017 року Форум-Північ випускає казку «Крижані зітхання»
- номер 2017 журналу «Фору;-Сівер» публікує казку «Русалонька», вперше опубліковану в «Фантастичних казках» (2012)
- «Визнання» (2017) — збірка оповідань «Руссе — місто мостів», нагороджена однойменним конкурсом (квітень 2018)